# 時田亜美
時田 亜美（ときた あみ、2001年〈平成13年〉10月10日 - ）は、日本のAV女優。モデル。AV女優時代はC-more エンターテイメント所属。

## 略歴
2021年11月、配信先行アダルトレーベル「FALENO star」よりデビュー。キャッチフレーズは「1000年に1人の逸材」。
2022年4月26日発売の光文社『FLASH』では時田亜美・五十嵐なつ・望実れい・逢月ひまり・いちか先生のFALENO新人5人でグラビアを担当。
2022年9月24日に神田明神ホールで行われたAsia Pacific Collectionではセックスワーカーを代表するひとりとしてランウェイを歩く。
2024年2月17日、東京・duo MUSIC EXCHANGEで行われた「FALENO FES」に出演。同イベントで行われた各種ファッションショーにてランウェイを歩く。
同年10月配信作品が約8か月ぶりの作品リリースとなった。
2025年4月7日週FANZA動画ランキングにて『男友達の家で目が覚めた土曜の朝。お昼ご飯食べてセックスして夜のコンビニ行ってセックスしてまた一緒に寝る日曜の夜。』が初登場2位ランクイン。
2025年4月27日の公式Xで8月21日のリリースをもってAV女優を引退するとともに事務所を退所することを発表。ただしグラビアなどのAV以外の活動はこれまで通り続けることも明かした。以降はami名義で活動を行っている。

## 人物
- 特技は子供の寝かしつけ[10]、洗濯用タグを読める事。
- 趣味は音楽鑑賞で特にK-POPが好きでTWICEやBTSのファン。それと映画鑑賞でワイルド・スピードシリーズやRedを見ていた[11]。
- 好きな男性のタイプは声が低い、スーツ男子[1]で芸能人に例えると高橋一生[11]。
- 初体験は19歳の時で、相手は40歳位のバイト先の出入り業者の人で、感想は痛くてなかなか挿入できず、気持ちよさはあまり分からなかった。デビュー前の経験人数はその1人だけだった[12][11]。
- 性感帯は首と腰とお尻[11]。
- 2021年時点では今後やってみたいシチュエーションとして制服や浴衣ものを挙げており、制服は学校がブレザーだったのでセーラー服が着たいとのことだった[11]。

## 作品

### アダルトビデオ

#### FALENO star専属期間
FALENOは『配信特化型AVメーカー』を掲げているため、配信開始日も記載しています。
- 新人 19歳 時田亜美AVdebut（11月24日配信開始、12月23日DVD発売）
- 「”はじめて”がいっぱいです…」初めてだらけの性感開発3本番スペシャル!! 時田亜美（12月24日配信開始、2022年1月27日DVD発売）

- 体液で交感する絶え間ない官能セックス 時田亜美（1月29日配信開始、2月23日DVD発売）
- 初めての彼女は物凄いむっつりスケベ尽きることない性欲で迫られ連続射精セックスし続けた青春の日々 時田亜美（2月26日配信開始、3月24日DVD発売）
- 性の知識が薄い彼女の妹の無防備パンチラにムラムラしたから大人チ〇ポで初イキを教えてあげた 時田亜美（3月26日配信開始、4月21日DVD発売）
- 即ハメだって許しちゃう新人ご奉仕メイドちゃん 時田亜美（4月23日配信開始、5月26日DVD発売）
- 時田亜美 ドキュメント! 朝から夜までノンストップSEX!（5月22日配信開始、6月23日DVD発売）
- もっとキミを好きになった… デートして触れあう手、重ねた唇、ココロとカラダで感じた恋焦がれセックス 時田亜美（6月19日配信開始、7月21日DVD発売）
- 向かいの家から誘惑してくる田舎の清純美少女は若い絶倫性欲でひたすらに性交を求める 時田亜美（7月17日配信開始、8月11日DVD発売）[14]
- 「ねぇ、おじさん… 騎乗位の練習させて?」性欲にまっすぐな姪っ子に跨られ理性が保てず射精しっぱなしの3日間 時田亜美（8月21日配信開始、9月22日DVD発売）
- イイ女の体液にまみれる性交汗・涎・愛液・潮が溢れ出し絡み合い痙攣絶頂 時田亜美（9月18日配信開始、10月20日DVD発売）
- 執拗粘着乳首ハラスメント憎々しい上司の大事な一人娘を何度も乳首イキする敏感体質になるまで育ててあげた 時田亜美（10月16日配信開始、11月10日DVD発売）
- デビュー1周年記念! いきなりお宅に突撃! 台本・演出無しのアドリブSEX! M男クンのエッチなお願い叶えますスッペシャル! 時田亜美（11月19日配信開始、12月22日DVD発売）

- 「先生だったら何度もシていいよ…」 ラブホで教師を誘惑して繰り返される放課後の淫らな交わり 時田亜美（1月21日配信開始、2月23日DVD発売）
- 「上司からここに来るように言われました」押しに弱い時田さんは性交命令を断れない都合のいい部下 時田亜美（2月18日配信開始、3月23日DVD発売）
- 成長中のエロテクで至極の射精へと導いてくれる清純系風俗嬢 時田亜美（3月18日配信開始、4月20日DVD発売）
- 遊び半分で家庭教師を勃起させ微笑む痴女っ子あみちゃん。 時田亜美（4月15日配信開始、5月11日DVD発売）
- 舐めて咥えて時々あどけないフェラチオ 時田亜美（5月20日配信開始、6月8日DVD発売）
- 隣の異常性欲おじさんにゴミ部屋軟禁され絶え間なく強制絶頂漬け 時田亜美（6月10日配信開始、7月6日DVD発売）
- 図書室での陰湿痴漢から逃れるためにはただ静かに愛液を漏らしながらイキ続けるしかなかった敏感優等生 時田亜美（7月2日配信開始、8月10日DVD発売）
- こねくり上手な幼なじみにねっとり乳首を弄り回されイカされ続けた同棲3日間 時田亜美（8月9日配信開始、9月7日DVD発売）
- ずっとヤりたいと思っていた… 友達のカノジョに媚薬を飲ませて2日間に渡るキメセク完堕ちNTR…の記録 時田亜美（9月9日配信開始、10月12日DVD発売）
- 整体師の容赦ないワイセツ施術で快楽罠にハメられた早漏娘。 時田亜美（10月8日配信開始、11月9日DVD発売）
- 時田亜美 FALENO専属デビューからの1年分12タイトル超ボリューム16時間ベスト（11月1日配信開始、12月7日DVD発売）※単体ベスト
- バイト先で僕が好きになったあの娘はとっくにみんなと… 時田亜美（11月11日配信開始、12月7日DVD発売）
- 向かいの窓から誘惑してくる清純だった美少女は成長した絶倫性欲で再び性交を求める 時田亜美（12月10日配信開始、2024年1月11日DVD発売）

- 童貞すぎてフラれそうな僕は幼なじみと布越し3cm挿入でセックスの練習を続け… 時田亜美（2月11日配信開始、3月20日DVD発売）
- 時田亜美がエロカワコスプレでヤらせてくれる枕営業フルコース3本番!（10月22日配信開始、11月21日DVD発売）
- 男友達の家で目が覚めた土曜の朝。お昼ご飯食べてセックスして夜のコンビニ行ってセックスしてまた一緒に寝る日曜の夜。時田亜美（11月23日配信開始、12月26日DVD発売）
- 田舎の置屋 小さいころから育った村の男を癒す純朴美少女 時田亜美（12月15日配信開始、2025年1月23日DVD発売）

- 「始発出るまでウチいてもいいよ?」 終電後に友達の彼女から甘～いお誘い… 部屋着から見えるノーブラ乳首を前にダメだとわかりながらも朝までヤりまくりイチャラブSEX!! 時田亜美（1月19日配信開始、2月20日DVD発売）
- デリヘル呼んだら未来が明るい新入社員女子が来たので会社内でもいいなりSEX人形化 時田亜美（2月23日配信開始、3月20日DVD発売）
- 時田亜美 ～絶対可憐おっとりセックスFALENOセレクション8時間ベスト～（3月24日配信開始、4月24日DVD発売）※単体ベスト
- イヤな顔しながらも素股までしてくれた押しに弱いエステティシャンの自宅の”中”まで”つきまとい” 時田亜美（3月29日配信開始、4月24日DVD発売）
- 時田亜美の顔でヌく! 【完全主観】ずっと見つめっぱなしSEX（4月24日配信開始、5月22日DVD発売）[15]
- 信頼していた上司に裏切られキメセク漬けで取引先にSEX上納された美人女子社員 時田亜美（5月18日配信開始、6月26日DVD発売）
- おざなりな塩対応J系を一晩中ねぶり尽くす粘着P活性交 時田亜美（6月15日配信開始、7月24日DVD発売）
- 水着マニア粘着おじさんの個人撮影 浮き出る勃起乳首、デカ尻に喰い込むキツキツ水着。 時田亜美（7月26日配信開始、8月21日DVD発売）

### イメージビデオ
- Ami Dreaming travel time 時田亜美（2022年5月5日配信・DVD/BD発売、REbecca）[16]
- Ami2 Stairway to adult（2023年6月1日配信・DVD/BD発売、REbecca）
- Ami3 Cutie Amin’s pastime（2023年12月7日配信・DVD/BD発売、REbecca）
- Ami4 Lady’s ambiance（2024年8月15日、DVD/BD発売、REbecca）

### 写真集
- mon amie!! 時田亜美1st.写真集（2024年6月3日、彩文館出版、撮影：福島裕二）※3000部限定 豪華愛蔵版[17] ISBN 978-4-7756-0675-9

### デジタル写真集
- 時田亜美 ふたりの秘めごと 週刊ポストデジタル写真集（11月19日配信開始、小学館、撮影：唐木貴央）

- 時田亜美 Honeymoon vol.1 FRIDAYデジタル写真集（3月5日配信開始、講談社）
- 時田亜美 Honeymoon vol.2 FRIDAYデジタル写真集（3月5日配信開始、講談社）
- 時田亜美 Honeymoon vol.3 オール未公開100カット超完全版 FRIDAYデジタル写真集（3月5日配信開始、講談社）
- 時田亜美 デジタル写真集「Clarity」（4月27日配信開始、FALENO、撮影：藤本和典）
- 時田亜美 蜜月 vol.1 FRIDAYデジタル写真集（11月25日配信開始、講談社）
- 時田亜美 蜜月 vol.2 オール未公開100カット超完全版 FRIDAYデジタル写真集（11月25日配信開始、講談社）

- 時田亜美 オフィシャル写真集「dearあみーご」（5月1日配信開始、FALENO、撮影：上野勇）
- 時田亜美 オフィシャルヌード写真集「dearあみーご」（5月1日配信開始、FALENO、撮影：上野勇）
- 時田亜美 オフィシャルヌード写真集「dearあみーご Off Shot Book」（5月1日配信開始、FALENO、撮影：上野勇）

- 時田亜美 ハニカミ彼女。 vol.1 FRIDAYデジタル写真集（8月23日、講談社）
- 時田亜美 ハニカミ彼女。 vol.2 オール未公開100カット超完全版 FRIDAYデジタル写真集（8月23日、講談社）

## その他

### トレーディングカード
- AVC ジューシーハニーコレクションカード PLUS #17 白桃はな & JULIA & 三上悠亜 & 時田亜美（2023年2月25日、株式会社ミント）

### カレンダー
- 時田亜美 2023年カレンダー（2022年12月20日、C-more ENTERTAINMENT）
- 時田亜美 2024年カレンダー A2サイズ（2024年1月10日、C-more ENTERTAINMENT）

### アダルトグッズ
オナホール
- FALENO STAR HOLE 時田亜美（2022年10月31日、YUIRA）